# Distrito de Huayllahuara
El Distrito peruano de Huayllahuara es uno de los diecinueve distritos de la Provincia de Huancavelica, ubicada en el Departamento de Huancavelica, bajo la administración del Gobierno Regional de Huancavelica, en la zona de los andes centrales del Perú.  Limita por el norte con el Distrito de Carhuacallanga; por el sur con el Distrito de Vilca; por el este con los distritos de Moya y Colca; y, por el oeste con el Distrito de Chacapampa. Los distritos de Carhuacallanga, Colca y Chacapampa pertenecen a la Provincia de Huancayo, Junín.
Desde el punto de vista jerárquico de la Iglesia católica, forma parte de la Diócesis de Huancavelica.

## Historia
Huayllahuara es un distrito de la ciudad de Huancavelica que fue fundada el 4 de agosto de 1570 por el virrey Francisco de Toledo, recibió el nombre de Villarrica de Oropesa.
El distrito fue creado mediante Ley n.º 9505 del 12 de enero de 1942, durante el primer gobierno del Presidente Manuel Prado Ugarteche.

## Capital
Huayllahuara es una localidad peruana, en la Provincia de Huancavelica, situada a 3 896 m de altitud, en la falda del cerro Hicho Urcco y Condori (5 278 m).  Coordenadas Longitud oeste: 75°2′11″ (O) Latitud sur: 12° 25' 51 10" (S). Ubigeo: 090107.

### Anexos
Auccanana , Yanama y Uytunizo, illaco unión.

## Economía
Posee agricultura fría con cereales y papas (patatas), y una importante cabaña ganadera. Tiene industrias lácteas, de cueros y pieles, de harinas.
Una actividad importante la constituye la ganaderìa.

## Autoridades

### Municipales
● 2023-2026
○Alcalde: Oliver Eulogio Huaman, Movimiento Regional Ayni (AYNI).
● 2019-2022
○Alcalde: Alfredo Chanca Gomez, Movimiento Regional Ayni (AYNI).
● 2015-2018
○Alcalde: Oscar Eulogio Ríos, Movimiento independiente regional Ayllu (AYLLU).
- 2011 - 2014[2]
  - Alcalde: Nilo Pérez Huaroc, Movimiento independiente regional Unidos Por Huancavelica (UPH).
  - Regidores: Hilda Anquipa Martínez (UPH), Alfredo Chanca Gómez (UPH), Roberto Benites Gómez (UPH), Reghan Roldós Martínez Martínez (UPH), Pedro Chanca Alonzo (Trabajando Para Todos).[3]
- 2007 - 2010
  - Alcalde: Lucía Teófila Martínez Huaroc, Movimiento Revolución Regional.

### Policiales
- Comisario:  PNP.

### Religiosas
- Diócesis de Huancavelica[4]
  - Obispo de Huancavelica: Monseñor Isidro Barrio Barrio.[5]
- Parroquia
  - Párroco: Pbro.  .

## Festividades
- Febrero: Carnaval
- Julio: Fiestas Patrias
- 30 de agosto: Santa Rosa de Lima
- Diciembre: Zapateo navideño